# Akzent in Rosa
Akzent in Rosa é uma pintura a óleo sobre tela realizada pelo artista russo Wassily Kandinsky em 1926.